# Ernst Neukomm

Ernst Neukomm (1992)

Ernst Neukomm (* 14. März 1935 in Hallau; † 10. April 2025 in Beringen; heimatberechtigt in Hallau) war ein Schweizer Politiker (SP). Von 1969 bis 2000 war er Mitglied des Regierungsrat des Kantons Schaffhausen.

## Leben
Neukomm wurde in Hallau geboren und besuchte dort die Schule. Von 1951 bis 1954 absolvierte er eine Berufslehre als Bierbrauer bei der Brauerei Falken. Von 1956 bis 1959 war er Polizeibeamter. 1959 fing er als Redaktor der Schaffhauser AZ an, bevor er 1961 als Gewerkschaftsekretär zur VHTL wechselte. Zudem war er Vizepräsident des kantonalen Gewerkschaftskartells Schaffhausen.

## Politik
Neukomm gründete 1956 die Schaffhauser Lokalsektion SP Hallau. Von 1965 bis 1968 war er Mitglied des Kantonsrates Schaffhausen sowie des Grossen Stadtrates Schaffhausen. Nach seiner Wahl in den Regierungsrat Schaffhausen war er ab dem 1. Januar 1969 Bau- und Forstwirtschaftsdirektor des Kantons. 2000 trat Neukomm nicht zur Wiederwahl an.

## Sonstiges
Neukomm war der Vater des Schaffhauser Stadtpräsidenten Peter Neukomm. Sein Bruder Alfred war von 1979 bis 1991 Nationalrat für den Kanton Bern, 1985 bis 2000 Gemeinderat der Stadt Bern und 2013 bis 2016 Gemeindepräsident von Hallau.